# Gaius Appuleius Diocles
Gaius Appuleius Diocles (* 104 in Lusitanien; † nach 146 oder 147) war ein Wagenlenker im antiken Rom der ersten Hälfte des 2. Jahrhunderts. 
Der gebürtige Lusitanier begann 122 im Alter von 18 Jahren für den Rennstall der Weißen zu fahren. 128 wechselte er zu den Grünen, 131 zu den Roten, für die er Rennen fuhr, bis er sich im Alter von 42 Jahren vom Rennsport zurückzog. Diocles’ Karriere, in deren Verlauf er 4257 Rennen bestritt, dauerte ungewöhnlich lange, denn viele Wagenlenker ließen schon in jungen Jahren ihr Leben.
In der Regel lenkte Diocles Viergespanne, die meisten seiner 1462 Siege errang er aus der Spitzenposition. Angeblich gewann er insgesamt fast 36 Millionen Sesterzen als Preisgeld – eine Summe, mit welcher der Getreidebedarf der Stadt Rom für ein ganzes Jahr hätte gedeckt oder die gesamte römische Armee für über zwei Monate hätte besoldet werden können. Peter Struck bezeichnet ihn als den „bestbezahlten Athleten aller Zeiten“.
In der römischen Antike ließen Sportler ihre Siege wie eine Rekordliste auf ihre Grabsteine schreiben, sodass die Erfolge Diocles’ exakt überliefert sind. Bei Diocles wurden besonders seine zwei Siege mit dem Sechsgespann – beide mit 60.000 Sesterzen dotiert – hervorgehoben, die er an nur einem Tag gewann.